# Storvattnet (Frostvikens socken, Jämtland, 714541-145307)
Storvattnet är en sjö i Strömsunds kommun i Jämtland och ingår i Ångermanälvens huvudavrinningsområde. Sjön har en area på 0,191 kvadratkilometer och ligger 413,3 meter över havet.